# 河南湖廣總督
河南湖廣總督，為明朝崇禎末年設立的一個臨時總督職位。任濬擔任此職位。

## 概述
河南湖廣總督，是為鎮壓明末農民起義而設立。
- 崇禎十六年十月，始建，轄區包括河南、湖廣等地[1]。
- 崇禎十七年二月，任濬在長垣縣被李自成軍逮捕，故罷免此職。